# Tachyempis melanderi
Tachyempis melanderi är en tvåvingeart som beskrevs av Smith 1962. Tachyempis melanderi ingår i släktet Tachyempis och familjen puckeldansflugor. Inga underarter finns listade i Catalogue of Life.